# Venezuelatrupial
Venezuelatrupial (Icterus icterus) är en fågel i familjen trupialer inom ordningen tättingar.

## Utbredning och systematik
Venezuelatrupial delas in i tre underarter med följande utbredning:
- I. i. ridgwayi – kustnära norra Colombia till nordvästra Venezuela, Aruba, Curaçao, Isla Margarita
- I. i. icterus – llanos i östra Colombia och norra Venezuela
- I. i. metae – västra Venezuela (sydvästligaste Apure till colombianska gränsen)

Venezuelatrupialen är Venezuelas nationalfågel.

## Status
Arten har ett stort utbredningsområde och beståndet anses stabilt. Internationella naturvårdsunionen IUCN listar den därför som livskraftig (LC).